# Annika Skott
Annika Margareta Skott Romanus, född 7 januari 1940 i Ludvika, är en svensk psykiater. Hon är syster till Staffan Skott.
Skott blev legitimerad läkare 1970, medicine doktor vid Göteborgs universitet 1978 på avhandlingen Delusions of Infestation: Dermatozoenwahn – Ekbom's Syndrome (se Karl-Axel Ekbom) och docent i psykiatri 1983. Hon var underläkare och klinisk amanuens vid universitetskliniken vid Sankt Jörgens sjukhus i Göteborg 1970–79, överläkare inom den psykiatriska öppenvården i Mölndal 1980–86, poliklinisk läkare och konsultläkare vid Östra sjukhusets psykiatriska mottagning och konsultläkare vid länsstyrelsen i Göteborgs och Bohus läns allmänna enhet från 1986. 
Skott var ordförande i Medicinska föreningen i Göteborg 1965 och styrelseledamot Svenska psykiatriska föreningen 1976–80. Utöver ovannämnd avhandling har hon författat skrifter inom områdena klinisk sexologi och smärtlindring.